# Anna Laszuk

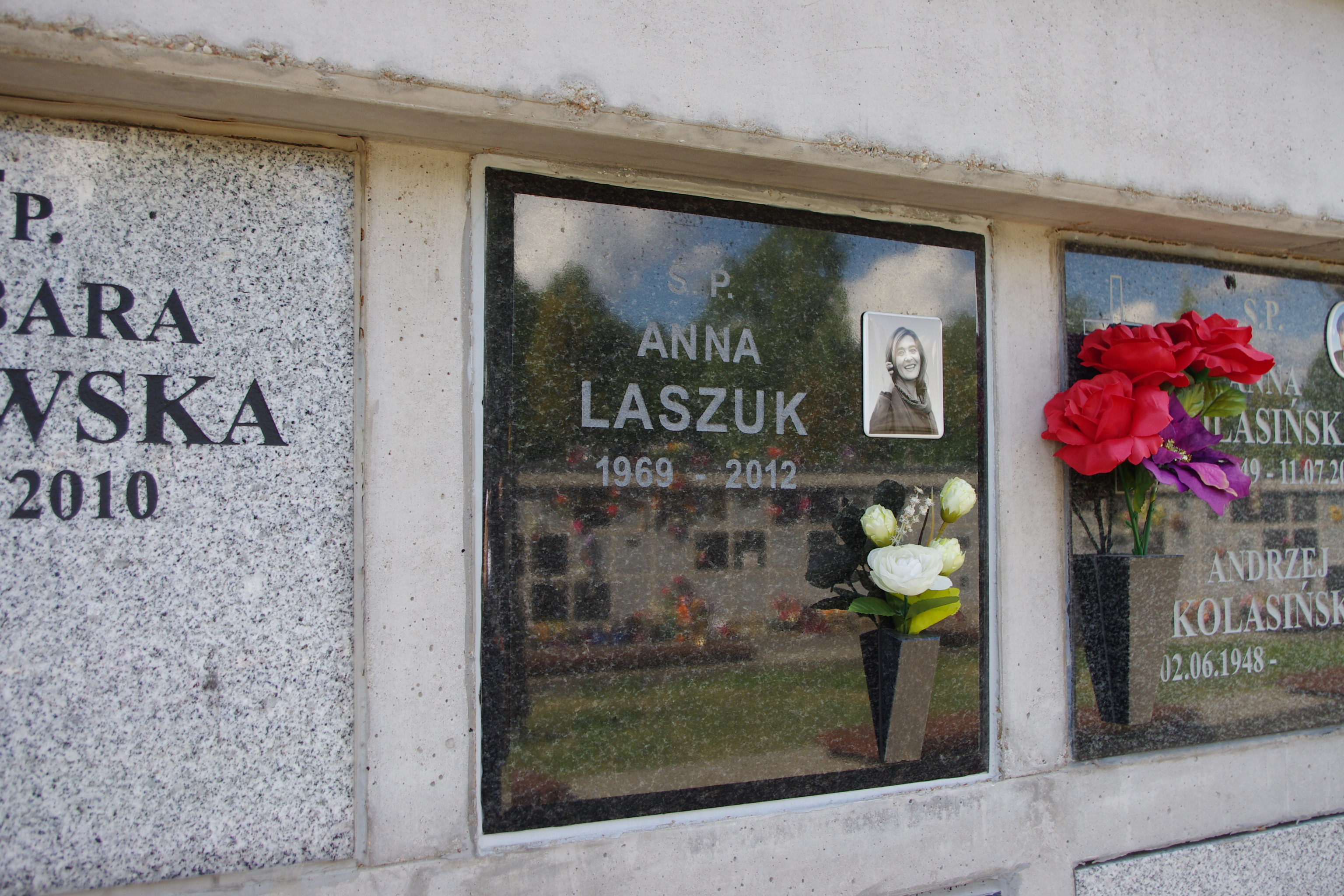
Grób Anny Laszuk na cmentarzu komunalnym Północnym na Wólce Węglowej w Warszawie, początkowo był w kolumbarium, następnie w 2021 roku przeniesione szczątki do kwatery W / II / 2 rząd 7 miejsce nr 21

Anna Laszuk (ur. 9 listopada 1969 w Warszawie, zm. 12 października 2012 tamże) – polska dziennikarka radiowa, publicystka, feministka i aktywistka ruchu LGBT.

## Życiorys
Uczęszczała do Państwowego Liceum Muzycznego im. Karola Szymanowskiego w Warszawie, a po otrzymaniu dyplomu muzyka instrumentalisty studiowała przez rok w warszawskiej Akademii Muzycznej im. F. Chopina na wydziale fortepianu. Zawodowo była początkowo instruktorką w łódzkim Pałacu Młodzieży oraz prowadziła warsztaty socjoterapeutyczne. Po przeprowadzce do Warszawy prowadziła zajęcia w Centrum Odwykowym oraz prowadziła pracownię piosenki autorskiej oraz warsztaty muzyczne i teatralne w Domu Kultury „Muranów”.
Od roku 2000 była związana z Radiem TOK FM, w którym m.in. prowadziła audycję „Komentarze”. Była redaktorką naczelną czasopisma feministyczno-lesbijskiego „Furia”.
Zmarła 12 października 2012 w swoim domu w Warszawie. Przyczyną śmierci był nowotwór. 19 października 2012 została pochowana na cmentarzu Północnym w Warszawie.
Od 2013 doroczna Nagroda Radia Tok FM nosi imię Anny Laszuk i przyznawana jest za odważne, niekonwencjonalne, niezwykłe działania, dzieła lub wypowiedzi, które miały istotny wpływ na świadomość społeczną i zmieniły polską rzeczywistość.
Otwarcie deklarowała się jako lesbijka.

## Publikacje
- Mała książka o homofobii, Wydawnictwo Czarna Owca, Warszawa 2010, ISBN 978-83-7554-241-7 – przeznaczona dla nastolatków, w przystępny sposób wyjaśnia pojęcia homofobii, dyskryminacji (m.in. ze względu na płeć i orientację seksualną), obcości i tolerancji.
- Dziewczyny, wyjdźcie z szafy!, Fundacja Lorga, Warszawa 2007, ISBN 978-83-9235-541-0 – zbiór kilkudziesięciu wywiadów i reportaży o polskich lesbijkach.